# The McGuerins from Brooklyn
The McGuerins from Brooklyn è un film del 1942 diretto da Kurt Neumann.
È un film commedia statunitense con William Bendix, Grace Bradley e Arline Judge. È il seguito di Brooklyn Orchid del 1942 e fu seguito da Taxi, Mister del 1943.

## Produzione
Il film, diretto da Kurt Neumann su una sceneggiatura di Clarence Marks e Earle Snell, fu prodotto da Hal Roach Studios e girato nell'Uplifters Club, Santa Monica, California. I titoli di lavorazione furono Bridget from Brooklyn e Brooklyn Bridget.

## Distribuzione
Il film fu distribuito negli Stati Uniti dal 31 dicembre 1942 al cinema dalla United Artists. È stato redistribuito poi con il titolo Two Mugs from Brooklyn nel 1948.